# Puebla de Rocamora
Puebla de Rocamora fue un municipio español de la provincia de Alicante.

## Historia
Hacia mediados del siglo XIX, el lugar, por entonces con ayuntamiento propio, tenía contabilizada una población de 266 habitantes. Aparece descrito en el decimotercer volumen del Diccionario geográfico-estadístico-histórico de España y sus posesiones de Ultramar de Pascual Madoz con las siguientes palabras:

PUEBLA DE ROCAMORA: l. con ayunt. de la prov. de Alicante (7 leg.), part. jud. de Dolores (1/4), aud. terr. y c. g. de Valencia (30), dióc. de Orihuela (2 1/2): sit. en la frondosa huerta de esta c., donde le baten generalmente los vientos del E. y O.; su clima es templado y las enfermedades mas comunes tercianas é inflamaciones. El furioso terremoto de 1829 destruyó todo el pueblo, quedando ahora solo 2 casas y una porcion de barracas, cuyos moradores son feligreses de la parr. de Daya Nueva, á la que está sujeta en lo ecl. Confina el térm. por N. con el de Dolores; E. Las Dayas; S. y O. Amoradí: su estension será de una hora escasa. El terreno es llano y de regadio que se fertiliza con las aguas de una acequia que procede de la de Almoradí,la que á su vez sangra al r. Segura. Los caminos son carreteros y dirigen á Dolores y Almoradí en regular estado, si bien en el invierno se hacen casi intransitables. El correo se recoge en Dolores. prod.: trigo, cáñamo, aceite, algunas frutas y hortalizas; hay caza de codornices. ind.: la agrícola. pobl.: 22 vec., 80 alm. cap. prod.: 593,833 rs. imp.: 22,985. contr.: 3,871. Este pueblo es propiedad del señor marqués de Rafal, y sus vec. todos arrendatarios.
(Madoz, 1849, p. 239)

En 1974, el municipio desapareció y Puebla de Rocamora pasó a formar parte de Daya Nueva.